# Pol Retamal Ávila
Pol Retamal Ávila (Vilafranca del Penedès, 16 de març de 1999) és un atleta espanyol especialitzat en proves de velocitat. Posseeix diversos rècords de Cataluya i d'Espanya (absolut i sub-20 respectivament) i ha estat medallista en competicions internacionals sub-18, sub-20 i sub-23. És el vigent campió d'Espanya absolut en 200 metres i 6° d'Europa de la mateixa prova. Actualment resideix a Sant Martí Sarroca.

## Trajectòria esportiva
Pol Retamal Ávila va començar a practicar l'atletisme als cinc anys al Club Esportiu Penedès.
Des d'aleshores, s'ha mantingut en un grup d'entrenament situat en la seva localitat natal, Vilafranca del Penedès, de la mà de l'entrenador David Ruiz.
La seva primera internacionalitat va ser el Festival Olímpic de la Joventut Europea de 2015, celebrat a Tiflis. En aquesta competició per a atletes europeus sub-18 va aconseguir dues medalles: bronze en els 100 metres i plata en el relleu 4 × 100. Tot i aquest primer èxit en els 100 m, la distància en què ha aconseguit més èxits al llarg de la seva carrera és la de 200 metres.
El 2016, essent encara sub-18, va batre el rècord d'Espanya sub-20 dels 200 metres amb una marca de 21.15 segons. Aquesta li va permetre participar al Campionat d'Europa Juvenil, on va aconseguir medalla de bronze a la prova dels 200 m, a més de la plata en el relleu medley, on va córrer el tram de 300 metres.
El 2017, després de recuperar-se d'una llarga lesió, va tornar a batre el seu rècord sub-20 de 200 m, encara que va acabar perdent-ho a les mans de Daniel Ambrós. Va participar en el Campionat d'Europa Sub-20, on es va quedar a només dues centèsimes del podi dels 200 m, acabant quart. Tot i això, sí que va aconseguir el bronze en el 4 × 100 amb rècord d'Espanya inclòs.
El 2018, després de diversos anys sense competir a la temporada hivernal, va batre fins a quatre vegades el rècord nacional sub-20 de 200 m en pista coberta, convertint-se en el primer atleta espanyol sub-20 de la història per sota de 21 segons, amb una marca de 20.99 (la qual continua vigent com a rècord nacional sub-20 sota sostre). També va recuperar el rècord sub-20 a l'aire lliure i el va batre unes altres quatre vegades, baixant fins els 20.81. Aquest últim rècord el va aconseguir en les eliminatòries del Mundial Sub-20, on va tornar a ser quart. A més, la seva marca li va permetre debutar com a internacional absolut en el Campionat d'Europa celebrat a Berlín, on no va passar de la primera ronda malgrat tenir una bona actuació per a les seves possibilitats. Tampoc va poder passar a la final amb el relleu 4 × 100.
Després de patir diverses lesions al 2020 i principis de 2021, a l'estiu del 2021 Retamal va participar amb l'equip nacional en el Campionat del Món de Relleus de 4 × 100 m a Chorzów (Silèsia), on es van classificar en 11 posició.º. Quatre setmanes més tard, tornaria al mateix lloc per a disputar el 4 × 100m del Campionat d'Europa de Nacions, on va obtenir la segona posició per a Espanya. Un mes més tard, va aconseguir ser campió d'Espanya Sub-23 de 200 m en Nerja i subcampió d'Espanya absolut de la mateixa distància a Getafe. A més, va tornar a pujar a un podi internacional en aconseguir la medalla de bronze en el 200 m i la medalla de plata en el relleu 4 × 100 m del Campionat d'Europa Sub-23.
El 2022 va esdevenir campió d'Espanya absolut de 200m en Nerja i va formar part del relleu espanyol 4 × 100 m del Campionat del Món, sense aconseguir el passi a la final. Al Campionat d'Europa sí que va poder participar en la seva distància estrella, els 200 m, i arribar a la final, on va acabar sisè. Encara que estava seleccionat també per al relleu 4 × 100 m, no va arribar a participar en celebrar-se les sèries el mateix dia que la seva final de 200 m
El 2023 va formar part de la selecció espanyola en els Jocs Europeus i va finalitzar sisè en la seva prova dels 200 m, contribuint així a la quarta plaça per nacions.

## Competicions internacionals
| Representant a Espanya \| Any \| Competició \| Seu \| Posició \| Prova \| Registre \| \| ---- \| ---------------------------------------- \| --------- \| --------- \| ---------------- \| ----------------------------------- \| \| 2015 \| Festival Olímpico de la Juventud Europea \| Tiflis \| 3 \| 100 m \| 10.92 \| \| 2015 \| Festival Olímpico de la Juventud Europea \| Tiflis \| 2 \| Relevo 4 × 100 m \| 42.46 \| \| 2016 \| Campeonato Europeo Juvenil \| Tiflis \| 3 \| 200 m \| 21.24 \| \| 2016 \| Campeonato Europeo Juvenil \| Tiflis \| 2 \| Relevo medley \| 1:53.62 Plantilla:Plusmarca[Nota 1] \| \| 2017 \| Campeonato Europeo Sub-20 \| Grosseto \| 4.º \| 200 m \| 21.02 \| \| 2017 \| Campeonato Europeo Sub-20 \| Grosseto \| 3 \| Relevo 4 × 100 m \| 39.59 Plantilla:Plusmarca[Nota 2] \| \| 2018 \| Campeonato Mundial Sub-20 \| Tampere \| 4.º \| 200 m \| 20.85 \| \| 2018 \| Campeonato de Europa \| Berlín \| 16.º (s.) \| 200 m \| 20.92 \| \| 2018 \| Campeonato de Europa \| Berlín \| 9.º (s.) \| Relevo 4 × 100 m \| 39.15 Plantilla:Plusmarca \| \| 2019 \| Campeonato Europeo Sub-23 \| Gävle \| 5.º \| 200 m \| 21.19 \| \| 2019 \| Campeonato Europeo por Naciones \| Bydgoszcz \| 4.º \| 4 × 100 m \| 39.25 Plantilla:Plusmarca \| \| 2021 \| Campeonato Europeo por Naciones \| Chorzów \| 2 \| 4 × 100 m \| 39.07 \| \| 2021 \| Campeonato Europeo Sub-23 \| Tallin \| 3 \| 200 m \| 20.76 \| \| 2021 \| Campeonato Europeo Sub-23 \| Tallin \| 2 \| 4 × 100 m \| 39.00 Plantilla:Plusmarca \| \| 2022 \| Campeonato del Mundo \| Eugene \| 9.º (s.) \| 4 × 100 m \| 38.70 Plantilla:Plusmarca \| \| 2022 \| Campeonato de Europa \| Múnich \| 6.º \| 200 m \| 20.63 \| \| 2023 \| Juegos Europeos \| Chorzów \| 6.º \| 200 m \| 20.86 \| | Representant a Espanya \| Any \| Competició \| Seu \| Posició \| Prova \| Registre \| \| ---- \| ---------------------------------------- \| --------- \| --------- \| ---------------- \| ----------------------------------- \| \| 2015 \| Festival Olímpico de la Juventud Europea \| Tiflis \| 3 \| 100 m \| 10.92 \| \| 2015 \| Festival Olímpico de la Juventud Europea \| Tiflis \| 2 \| Relevo 4 × 100 m \| 42.46 \| \| 2016 \| Campeonato Europeo Juvenil \| Tiflis \| 3 \| 200 m \| 21.24 \| \| 2016 \| Campeonato Europeo Juvenil \| Tiflis \| 2 \| Relevo medley \| 1:53.62 Plantilla:Plusmarca[Nota 1] \| \| 2017 \| Campeonato Europeo Sub-20 \| Grosseto \| 4.º \| 200 m \| 21.02 \| \| 2017 \| Campeonato Europeo Sub-20 \| Grosseto \| 3 \| Relevo 4 × 100 m \| 39.59 Plantilla:Plusmarca[Nota 2] \| \| 2018 \| Campeonato Mundial Sub-20 \| Tampere \| 4.º \| 200 m \| 20.85 \| \| 2018 \| Campeonato de Europa \| Berlín \| 16.º (s.) \| 200 m \| 20.92 \| \| 2018 \| Campeonato de Europa \| Berlín \| 9.º (s.) \| Relevo 4 × 100 m \| 39.15 Plantilla:Plusmarca \| \| 2019 \| Campeonato Europeo Sub-23 \| Gävle \| 5.º \| 200 m \| 21.19 \| \| 2019 \| Campeonato Europeo por Naciones \| Bydgoszcz \| 4.º \| 4 × 100 m \| 39.25 Plantilla:Plusmarca \| \| 2021 \| Campeonato Europeo por Naciones \| Chorzów \| 2 \| 4 × 100 m \| 39.07 \| \| 2021 \| Campeonato Europeo Sub-23 \| Tallin \| 3 \| 200 m \| 20.76 \| \| 2021 \| Campeonato Europeo Sub-23 \| Tallin \| 2 \| 4 × 100 m \| 39.00 Plantilla:Plusmarca \| \| 2022 \| Campeonato del Mundo \| Eugene \| 9.º (s.) \| 4 × 100 m \| 38.70 Plantilla:Plusmarca \| \| 2022 \| Campeonato de Europa \| Múnich \| 6.º \| 200 m \| 20.63 \| \| 2023 \| Juegos Europeos \| Chorzów \| 6.º \| 200 m \| 20.86 \| | Representant a Espanya \| Any \| Competició \| Seu \| Posició \| Prova \| Registre \| \| ---- \| ---------------------------------------- \| --------- \| --------- \| ---------------- \| ----------------------------------- \| \| 2015 \| Festival Olímpico de la Juventud Europea \| Tiflis \| 3 \| 100 m \| 10.92 \| \| 2015 \| Festival Olímpico de la Juventud Europea \| Tiflis \| 2 \| Relevo 4 × 100 m \| 42.46 \| \| 2016 \| Campeonato Europeo Juvenil \| Tiflis \| 3 \| 200 m \| 21.24 \| \| 2016 \| Campeonato Europeo Juvenil \| Tiflis \| 2 \| Relevo medley \| 1:53.62 Plantilla:Plusmarca[Nota 1] \| \| 2017 \| Campeonato Europeo Sub-20 \| Grosseto \| 4.º \| 200 m \| 21.02 \| \| 2017 \| Campeonato Europeo Sub-20 \| Grosseto \| 3 \| Relevo 4 × 100 m \| 39.59 Plantilla:Plusmarca[Nota 2] \| \| 2018 \| Campeonato Mundial Sub-20 \| Tampere \| 4.º \| 200 m \| 20.85 \| \| 2018 \| Campeonato de Europa \| Berlín \| 16.º (s.) \| 200 m \| 20.92 \| \| 2018 \| Campeonato de Europa \| Berlín \| 9.º (s.) \| Relevo 4 × 100 m \| 39.15 Plantilla:Plusmarca \| \| 2019 \| Campeonato Europeo Sub-23 \| Gävle \| 5.º \| 200 m \| 21.19 \| \| 2019 \| Campeonato Europeo por Naciones \| Bydgoszcz \| 4.º \| 4 × 100 m \| 39.25 Plantilla:Plusmarca \| \| 2021 \| Campeonato Europeo por Naciones \| Chorzów \| 2 \| 4 × 100 m \| 39.07 \| \| 2021 \| Campeonato Europeo Sub-23 \| Tallin \| 3 \| 200 m \| 20.76 \| \| 2021 \| Campeonato Europeo Sub-23 \| Tallin \| 2 \| 4 × 100 m \| 39.00 Plantilla:Plusmarca \| \| 2022 \| Campeonato del Mundo \| Eugene \| 9.º (s.) \| 4 × 100 m \| 38.70 Plantilla:Plusmarca \| \| 2022 \| Campeonato de Europa \| Múnich \| 6.º \| 200 m \| 20.63 \| \| 2023 \| Juegos Europeos \| Chorzów \| 6.º \| 200 m \| 20.86 \| | Representant a Espanya \| Any \| Competició \| Seu \| Posició \| Prova \| Registre \| \| ---- \| ---------------------------------------- \| --------- \| --------- \| ---------------- \| ----------------------------------- \| \| 2015 \| Festival Olímpico de la Juventud Europea \| Tiflis \| 3 \| 100 m \| 10.92 \| \| 2015 \| Festival Olímpico de la Juventud Europea \| Tiflis \| 2 \| Relevo 4 × 100 m \| 42.46 \| \| 2016 \| Campeonato Europeo Juvenil \| Tiflis \| 3 \| 200 m \| 21.24 \| \| 2016 \| Campeonato Europeo Juvenil \| Tiflis \| 2 \| Relevo medley \| 1:53.62 Plantilla:Plusmarca[Nota 1] \| \| 2017 \| Campeonato Europeo Sub-20 \| Grosseto \| 4.º \| 200 m \| 21.02 \| \| 2017 \| Campeonato Europeo Sub-20 \| Grosseto \| 3 \| Relevo 4 × 100 m \| 39.59 Plantilla:Plusmarca[Nota 2] \| \| 2018 \| Campeonato Mundial Sub-20 \| Tampere \| 4.º \| 200 m \| 20.85 \| \| 2018 \| Campeonato de Europa \| Berlín \| 16.º (s.) \| 200 m \| 20.92 \| \| 2018 \| Campeonato de Europa \| Berlín \| 9.º (s.) \| Relevo 4 × 100 m \| 39.15 Plantilla:Plusmarca \| \| 2019 \| Campeonato Europeo Sub-23 \| Gävle \| 5.º \| 200 m \| 21.19 \| \| 2019 \| Campeonato Europeo por Naciones \| Bydgoszcz \| 4.º \| 4 × 100 m \| 39.25 Plantilla:Plusmarca \| \| 2021 \| Campeonato Europeo por Naciones \| Chorzów \| 2 \| 4 × 100 m \| 39.07 \| \| 2021 \| Campeonato Europeo Sub-23 \| Tallin \| 3 \| 200 m \| 20.76 \| \| 2021 \| Campeonato Europeo Sub-23 \| Tallin \| 2 \| 4 × 100 m \| 39.00 Plantilla:Plusmarca \| \| 2022 \| Campeonato del Mundo \| Eugene \| 9.º (s.) \| 4 × 100 m \| 38.70 Plantilla:Plusmarca \| \| 2022 \| Campeonato de Europa \| Múnich \| 6.º \| 200 m \| 20.63 \| \| 2023 \| Juegos Europeos \| Chorzów \| 6.º \| 200 m \| 20.86 \| | Representant a Espanya \| Any \| Competició \| Seu \| Posició \| Prova \| Registre \| \| ---- \| ---------------------------------------- \| --------- \| --------- \| ---------------- \| ----------------------------------- \| \| 2015 \| Festival Olímpico de la Juventud Europea \| Tiflis \| 3 \| 100 m \| 10.92 \| \| 2015 \| Festival Olímpico de la Juventud Europea \| Tiflis \| 2 \| Relevo 4 × 100 m \| 42.46 \| \| 2016 \| Campeonato Europeo Juvenil \| Tiflis \| 3 \| 200 m \| 21.24 \| \| 2016 \| Campeonato Europeo Juvenil \| Tiflis \| 2 \| Relevo medley \| 1:53.62 Plantilla:Plusmarca[Nota 1] \| \| 2017 \| Campeonato Europeo Sub-20 \| Grosseto \| 4.º \| 200 m \| 21.02 \| \| 2017 \| Campeonato Europeo Sub-20 \| Grosseto \| 3 \| Relevo 4 × 100 m \| 39.59 Plantilla:Plusmarca[Nota 2] \| \| 2018 \| Campeonato Mundial Sub-20 \| Tampere \| 4.º \| 200 m \| 20.85 \| \| 2018 \| Campeonato de Europa \| Berlín \| 16.º (s.) \| 200 m \| 20.92 \| \| 2018 \| Campeonato de Europa \| Berlín \| 9.º (s.) \| Relevo 4 × 100 m \| 39.15 Plantilla:Plusmarca \| \| 2019 \| Campeonato Europeo Sub-23 \| Gävle \| 5.º \| 200 m \| 21.19 \| \| 2019 \| Campeonato Europeo por Naciones \| Bydgoszcz \| 4.º \| 4 × 100 m \| 39.25 Plantilla:Plusmarca \| \| 2021 \| Campeonato Europeo por Naciones \| Chorzów \| 2 \| 4 × 100 m \| 39.07 \| \| 2021 \| Campeonato Europeo Sub-23 \| Tallin \| 3 \| 200 m \| 20.76 \| \| 2021 \| Campeonato Europeo Sub-23 \| Tallin \| 2 \| 4 × 100 m \| 39.00 Plantilla:Plusmarca \| \| 2022 \| Campeonato del Mundo \| Eugene \| 9.º (s.) \| 4 × 100 m \| 38.70 Plantilla:Plusmarca \| \| 2022 \| Campeonato de Europa \| Múnich \| 6.º \| 200 m \| 20.63 \| \| 2023 \| Juegos Europeos \| Chorzów \| 6.º \| 200 m \| 20.86 \| | Representant a Espanya \| Any \| Competició \| Seu \| Posició \| Prova \| Registre \| \| ---- \| ---------------------------------------- \| --------- \| --------- \| ---------------- \| ----------------------------------- \| \| 2015 \| Festival Olímpico de la Juventud Europea \| Tiflis \| 3 \| 100 m \| 10.92 \| \| 2015 \| Festival Olímpico de la Juventud Europea \| Tiflis \| 2 \| Relevo 4 × 100 m \| 42.46 \| \| 2016 \| Campeonato Europeo Juvenil \| Tiflis \| 3 \| 200 m \| 21.24 \| \| 2016 \| Campeonato Europeo Juvenil \| Tiflis \| 2 \| Relevo medley \| 1:53.62 Plantilla:Plusmarca[Nota 1] \| \| 2017 \| Campeonato Europeo Sub-20 \| Grosseto \| 4.º \| 200 m \| 21.02 \| \| 2017 \| Campeonato Europeo Sub-20 \| Grosseto \| 3 \| Relevo 4 × 100 m \| 39.59 Plantilla:Plusmarca[Nota 2] \| \| 2018 \| Campeonato Mundial Sub-20 \| Tampere \| 4.º \| 200 m \| 20.85 \| \| 2018 \| Campeonato de Europa \| Berlín \| 16.º (s.) \| 200 m \| 20.92 \| \| 2018 \| Campeonato de Europa \| Berlín \| 9.º (s.) \| Relevo 4 × 100 m \| 39.15 Plantilla:Plusmarca \| \| 2019 \| Campeonato Europeo Sub-23 \| Gävle \| 5.º \| 200 m \| 21.19 \| \| 2019 \| Campeonato Europeo por Naciones \| Bydgoszcz \| 4.º \| 4 × 100 m \| 39.25 Plantilla:Plusmarca \| \| 2021 \| Campeonato Europeo por Naciones \| Chorzów \| 2 \| 4 × 100 m \| 39.07 \| \| 2021 \| Campeonato Europeo Sub-23 \| Tallin \| 3 \| 200 m \| 20.76 \| \| 2021 \| Campeonato Europeo Sub-23 \| Tallin \| 2 \| 4 × 100 m \| 39.00 Plantilla:Plusmarca \| \| 2022 \| Campeonato del Mundo \| Eugene \| 9.º (s.) \| 4 × 100 m \| 38.70 Plantilla:Plusmarca \| \| 2022 \| Campeonato de Europa \| Múnich \| 6.º \| 200 m \| 20.63 \| \| 2023 \| Juegos Europeos \| Chorzów \| 6.º \| 200 m \| 20.86 \| |
| Any | Competició | Seu | Posició | Prova | Registre |
| --- | --- | --- | --- | --- | --- |
| 2015 | Festival Olímpico de la Juventud Europea | Tiflis | 3 | 100 m | 10.92 |
| 2015 | Festival Olímpico de la Juventud Europea | Tiflis | 2 | Relevo 4 × 100 m | 42.46 |
| 2016 | Campeonato Europeo Juvenil | Tiflis | 3 | 200 m | 21.24 |
| 2016 | Campeonato Europeo Juvenil | Tiflis | 2 | Relevo medley | 1:53.62 Plantilla:Plusmarca |
| 2017 | Campeonato Europeo Sub-20 | Grosseto | 4.º | 200 m | 21.02 |
| 2017 | Campeonato Europeo Sub-20 | Grosseto | 3 | Relevo 4 × 100 m | 39.59 Plantilla:Plusmarca |
| 2018 | Campeonato Mundial Sub-20 | Tampere | 4.º | 200 m | 20.85 |
| 2018 | Campeonato de Europa | Berlín | 16.º (s.) | 200 m | 20.92 |
| 2018 | Campeonato de Europa | Berlín | 9.º (s.) | Relevo 4 × 100 m | 39.15 Plantilla:Plusmarca |
| 2019 | Campeonato Europeo Sub-23 | Gävle | 5.º | 200 m | 21.19 |
| 2019 | Campeonato Europeo por Naciones | Bydgoszcz | 4.º | 4 × 100 m | 39.25 Plantilla:Plusmarca |
| 2021 | Campeonato Europeo por Naciones | Chorzów | 2 | 4 × 100 m | 39.07 |
| 2021 | Campeonato Europeo Sub-23 | Tallin | 3 | 200 m | 20.76 |
| 2021 | Campeonato Europeo Sub-23 | Tallin | 2 | 4 × 100 m | 39.00 Plantilla:Plusmarca |
| 2022 | Campeonato del Mundo | Eugene | 9.º (s.) | 4 × 100 m | 38.70 Plantilla:Plusmarca |
| 2022 | Campeonato de Europa | Múnich | 6.º | 200 m | 20.63 |
| 2023 | Juegos Europeos | Chorzów | 6.º | 200 m | 20.86 |

1. ↑  Rècord a la categoria sub-18.
2. ↑  Rècord a la categoria sub-20.

## Marques personals
| Prova      | Marca | Vent  | Lloc      | Data                |
| ---------- | ----- | ----- | --------- | ------------------- |
| 100 metres | 10.31 | 0.0   | Barcelona | 5 de juliol de 2022 |
| 200 metres | 20.28 | - 1.1 | Nerja     | 26 de juny de 2022  |

| Prova      | Marca | Lloc     | Data                |
| ---------- | ----- | -------- | ------------------- |
| 60 metres  | 6.76  | Zaragoza | 22 de gener de 2022 |
| 200 metres | 20.99 | Orense   | 4 de març de 2018   |

## Rècords
A l'actualitat, Pol Retamal posseeix cinc rècords i millors marques d'Espanya en diferents categories.

### Rècords i millors marques espanyoles

#### Rècords sub-20
- 200 m (20.81)
- 200 m en pista coberta (20.99)

#### Millors marques sub-18
- 200 m (21.15)
- Relleu 4 × 100 m (41.09, amb Sergio López, Santiago Rescloses i Jordi Merucci)
- Relleu medley (1.53.62, amb Sergio López, Jesús Gómez i Iván Alba)